# ディムグレー
ディムグレー（Dim gray）とは、グラナイトグレーや灰色に近い色で無彩色の一種。ディム（Dim）とは薄暗いなどを意味する。

## 近似色
- グラナイトグレー
- 灰色